# Turón
Turón – gmina w Hiszpanii, w prowincji Grenada, w Andaluzji, o powierzchni 55,58 km². W 2011 roku gmina liczyła 289 mieszkańców.
Początek Turonu jako centrum ludności sięga czasów Cesarstwa Rzymskiego.